# Кеттелер, Вильгельм фон
Вильгельм-Эмануэль Вильдерих Мария Губертус Витус Алоизиус фон Ке́ттелер (нем. Wilhelm-Emanuel Wilderich Maria Hubertus Vitus Aloysius von Ketteler; 15 июня 1906, Эрингерфельд — март 1938, Вена) — германский дипломат, младоконсервативный противник национал-социалистов из так называемого «круга Эдгара Юнга», доверенный сотрудник вице-канцлера Германии и посла в Вене Франца фон Папена. Убит ближайшим сотрудником Рейнхарда Гейдриха — Хорстом Бёме в марте 1938 года. Вильгельма фон Кеттелера ненавидели в СС за его антинацистскую деятельность.

## Биография
Вильгельм фон Кеттелер происходил из вестфальского дворянского рода Кетлеров и был третьим из девяти детей Клеменса фон Кеттелера (1870—1945) и его супруги Марии Элизабет, урождённой Фюрстенберг (1875—1963). В его родне числились дядя, убитый в Пекине посол Германии Клеменс фон Кеттелер, епископы Вильгельм Эммануил фон Кеттелер и Клеменс фон Гален, а также двоюродный брат, офицер Филипп фон Бёзелагер.
Вильгельм фон Кеттелер обучался в марианской гимназии в Варбурге, затем поступил в Мюнхенский университет. В годы Веймарской республики Кеттелер входил в круг так называемых «младоконсерваторов» — молодых интеллектуалов, стремившихся реставрировать порядки «старой» Германской империи. Этих часто не связанных между собой политиков объединяло неприятие демократии, либерализма и парламентаризма в их веймарской форме, а также элитарность самосознания. В последнем они резко дистанцировались от «плебейского», по их мнению, популистского культа масс у национал-социалистов.
По отзывам друга Фрица Гюнтера фон Чиршки, Кеттелер проявлял «необычно большой интерес к политике» и являлся «верующим католиком, лишённым конфессиональной узколобости». Уже в 1920-е годы он состоял в дружеских отношениях с вестфальской помещичьей семьёй Папенов. С июня по декабрь 1932 года, когда глава этого семейства Франц фон Папен занимал пост вице-канцлера, Вильгельм фон Кеттелер впервые оказался в самых верхах власти в Берлине.
В январе 1933 года рейхсканцлер Адольф Гитлер сформировал коалиционное правительство, в котором были представлены практически все правые политические силы Германии. Вильгельм фон Кеттелер был приглашён на работу в офис Папена, занявшего в новом правительстве пост вице-канцлера. Вместе с другими младоконсерваторами из канцелярии Папена Гербертом фон Бозе, Эдгаром Юлиусом Юнгом, Фридрихом-Карлом фон Савиньи, Куртом Йостеном, Вальтером Гуммельсгеймом и Фрицем Гюнтером фон Чиршки Вильгельм фон Кеттелер планировал переустройство веймарского государства в соответствии со своими политическими идеалами. Кеттелер чудом избежал расправы в «ночь длинных ножей» в конце июня — начале июля 1934 года, когда погибли Юнг и Бозе: вместе с Йостеном ему удалось бежать из вице-канцелярии, сотрудники СС по ошибке приняли их за посетителей. Спустя несколько часов Кеттелер выехал в поместье рейхспрезидента Нейдек в Восточной Пруссии, чтобы проинформировать Пауля фон Гинденбурга о положении в Берлине и убедить его как главнокомандующего рейхсвера вмешаться в происходившие трагические события, но не сумел добиться приёма у рейхспрезидента. Кеттелер ещё раз безуспешно попытался добиться аудиенции у Гинденбурга через его соседа Эларда фон Ольденбург-Янушау. По некоторым данным, Кеттелеру всё-таки удалось окольными путями убедить рейхспрезидента распорядиться о прекращении расстрелов, и Гитлер повиновался.

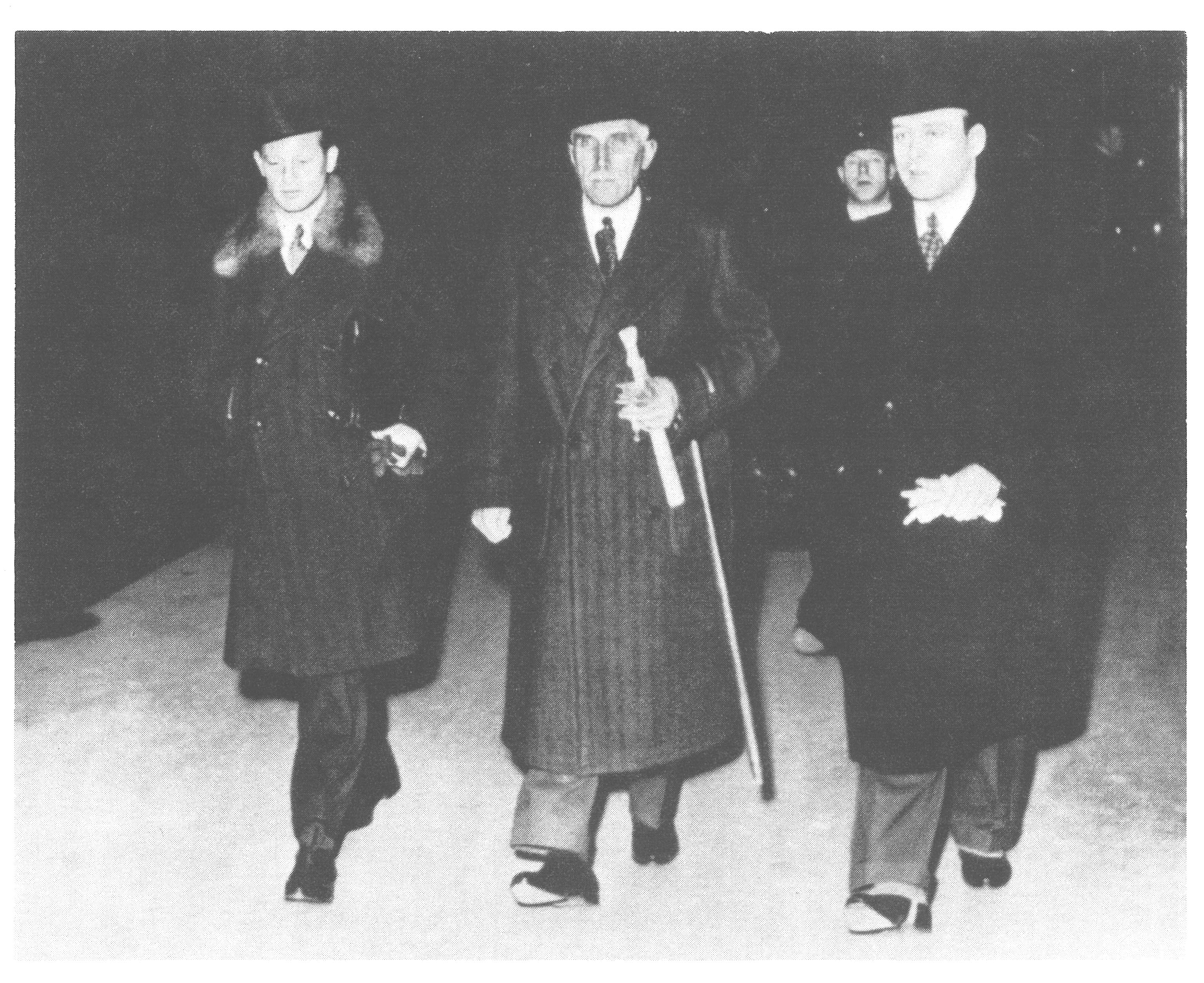
Вильгельм фон Кеттелер (крайний слева) с Францем фон Папеном и Гансом фон Кагенеком отправляются из Вены на совещание с Гитлером в Берхтесгаден. 1938

В августе 1934 года Кеттелер вместе с Папеном, который к тому моменту уже вышел в отставку с поста вице-канцлера и был назначен послом по особым поручениям в Австрии, отбыл в Вену. С начала осени 1934 года и до своей смерти весной 1938 года Вильгельм фон Кеттелер был одним из ближайших сотрудников Папена, хотя в отношении официального названия его должности существует несколько версий. По одним источникам, он занимал пост чрезвычайного атташе, по другим, — «персонального секретаря» или «персонального ассистента» Папена. В феврале Кеттелер и его коллега Ганс фон Кагенек перевезли по поручению Папена дипломатические документы, касавшиеся его деятельности в Вене, на хранение в безопасное место в Швейцарии. В Австрии Кеттелер сблизился с группой «Астра», которую возглавлял Роман Хедельмайр, бывший нацист и гаулейтер Австрии, разочаровавшийся в нацизме и противодействовавший аншлюсу.
Вернувшись в Вену, Кеттелер приступил к подготовке покушения на Адольфа Гитлера. Насколько далеко он продвинулся в этом на момент смерти, остаётся неизвестным. Как представляется, Кеттелер намеревался расстрелять Гитлера из окна посольства во время торжественного въезда диктатора в Вену.
Спустя день после аншлюса Австрии в марте 1938 года Вильгельм фон Кеттелер исчез. С 12 марта 1938 года он был объявлен в розыск. Во время Нюрнбергского процесса в 1946 году Франц фон Папен дал показания о том, что он уведомил венскую полицию об исчезновении сотрудника и попросил Рейнхарда Гейдриха выяснить, «не арестовали ли господина фон Кеттелера по ошибке». Согласно докладной записке от 5 апреля 1938 года Папен проинформировал об этом деле Гитлера, а затем уведомил Генриха Гиммлера, Германа Геринга и статс-секретаря по вопросам безопасности в Австрии Эрнста Кальтенбруннера. 25 марта Гиммлер издал приказ начальнику полиции порядка и начальнику полиции безопасности начать розыск пропавшего 13 марта Вильгельма Эмануэля фон Кеттлера.
Труп Вильгельма фон Кеттлера был обнаружен в Дунае под Хайнбургом в пятидесяти километрах от Вены 25 апреля 1938 года и был опознан по золотому кольцу-печатке с фамильным гербом и золотому кольцу с синим сапфиром и двумя бриллиантами. Причиной смерти Кеттелера явилось утопление. В трупе был обнаружен хлороформ в дозе, исключающей возможность самостоятельного передвижения погибшего к воде, поэтому самоубийство исключалось. Вероятнее всего Кеттелера отравили хлороформом и утопили в собственной ванне, а затем выбросили труп в Дунай, чтобы представить убийство суицидом. Современники и иностранные журналисты сразу обвинили в убийстве к гестапо, СС или СД. Историки согласны с этими предположениями.
По собственным словам, Папен после обнаружения трупа Кеттелера подал заявление в полицию на неустановленных лиц. Он также выразил свой протест в письме Гитлеру, оставшемуся без ответа, как и его просьба о помощи в расследовании убийства. Папен назначил вознаграждение в 20 тыс. рейхсмарок за поимку убийц. Папен считал, что мотивом преступления являлась месть гестапо его друзьям и ему лично за его политику. Геринг отозвался на обращение Папена за помощью и пообещал походатайствовать у Гитлера о наказании причастных к убийству, но предварительно сообщил Папену, что гестапо располагает доказательствами, свидетельствующими о том, что Кеттелер готовил покушение на жизнь Гитлера.
После вскрытия 27 апреля 1938 года останки Вильгельма фон Кеттелера захоронили на городском кладбище Хайнбурга без уведомления родственников. Спустя несколько недель по запросу гестапо, опасавшегося по всей вероятности, что спешка при погребении Кеттлера усилит слухи вокруг его смерти, венская прокуратура в присутствии брата Госвина и венского дантиста Рудольфа Фризе произвела 25 мая 1938 года эксгумацию останков Вильгельма фон Кеттелера, «чтобы произвести однозначную экспертизу трупа и установить причину смерти». После повторного исследования трупа патологоанатомом Веркгартнером останки Вильгельма фон Кеттелера были перезахоронены в семейной могиле в Гезеке 31 мая 1938 года.